# Dos
Dos (łac. posag) – w prawie rzymskim, majątek otrzymywany przez męża przy zawieraniu małżeństwa, w celu ułatwienia ponoszenia kosztów utrzymywania małżeństwa (onera matrimonii), rodziny oraz zabezpieczenia trwałości małżeństwa. Po śmierci męża żona dziedziczyła posag w kręgu sui heredes.

## Przekazanie posagu
Zależnie od tego, kto posag przekazywał (dotis datio), stypulacyjnie przyrzekał (dotis promissio) lub zobowiązywał się przekazać (dotis dictio), rozróżniano:
- dos profecticia – posag ustanowił dotychczasowy pater familias żony – bądź,
- dos adventicia – posag ustanawiała inna osoba niż pater familias kobiety (np. jej matka, jej dłużnik, czy też ona sama).

## Przyrzeczenie posagu
Przekazanie posagu mogło być poprzedzone jego przyrzeczeniem (dotis dictio). Przyrzeczenie takie było kontraktem werbalnym, którego stronami był mąż oraz osoba przyrzekająca posag (uprawnionymi do tego mogli być wyłącznie: żona, jej ascendenci albo – na jej polecenie – jej dłużnicy).

## Charakter prawny posagu
Z chwilą nabycia przez męża posagu przysługiwało mu na nim w zasadzie pełne prawo własności. Własność ta podlegała jednak dwóm ograniczeniom.
- Od reform prawa małżeńskiego cesarza Oktawiana Augusta z roku 18 p.n.e., mąż nie mógł bez zgody żony zbyć wchodzących do posagu gruntów Italskich (lex Julia de fundo dotalis).
- Mąż obowiązany był zwrócić posag, jeżeli nastąpiło rozwiązanie małżeństwa.

Posagu ustanowionego przez inną osobę niż pater familias (dos adventicia) mąż nie musiał zwracać, jeżeli rozwiązanie małżeństwa spowodowała śmierć żony. Mąż nie miał obowiązku zwracać posagu dos profecticia jeżeli rozwiązanie małżeństwa nastąpiło poprzez śmierć żony a ustanawiający go pater familias zmarł wcześniej. Ponadto mężowi przysługiwało prawo retencji, tj. prawo zatrzymywania części posagu, np. na utrzymanie każdego dziecka, które pozostawało u męża, albo jeżeli rozpad małżeństwa nastąpił z winy żony, jednakże nie więcej niż jego połowę.

## Ochrona prawa do zwrotu posagu
W prawie przedklasycznym mąż miał jedynie moralny obowiązek zwrotu posagu, po rozwiązaniu małżeństwa, osobie która posag ustanowiła. Konieczność wprowadzenia prawnego obowiązku zwrotu posagu ujawniły pod koniec republiki liczne rozwody oraz pojawienie się zjawiska łowcy posagów.
Od III w. p.n.e., osoba ustanawiająca posag mogła zobowiązać stypulacyjnie męża do zwrotu posagu. Wówczas przysługiwało takiej osobie powództwo actio ex stipulatu (będące skargą ścisłego prawa), zaś mężowi nie przysługiwało nawet prawo retencji. Taki posag zwano dos recepticia. Obowiązek zwrotu takiego posagu wynikał z mocy umowy.
Ponadto później, zwrotu posagu żona mogła domagać się powództwem actio rei uxoriae (należącym do skarg dobrej wiary). Ochrona ta wynikała z mocy samego prawa.
Zwrot posagu nie obejmował nigdy pożytków pobranych z posagu w trakcie trwania małżeństwa.